# لائورا آلنسو
لائورا آلُنسو (انگلیسی: Laura Alonso؛ زادهٔ ۲ ژانویهٔ ۱۹۷۶) یک خواننده سوپرانو اپرا اهل اسپانیا است.
او دیپلم آواز و ویولن خود را در زادگاهش دریافت کرد و سپس برای ادامه تحصیل در رشته آواز، به آلمان رفت وی بعد از آن علاوه بر شهرهای مختلف آلمان،, در بسیاری از کشورهای دنیا به اجرای برنامه پرداخته است. وی هم‌اکنون ساکن برلین است.